# San Polo dei Cavalieri
San Polo dei Cavalieri è un comune italiano di 2 792 abitanti della città metropolitana di Roma Capitale nel Lazio.

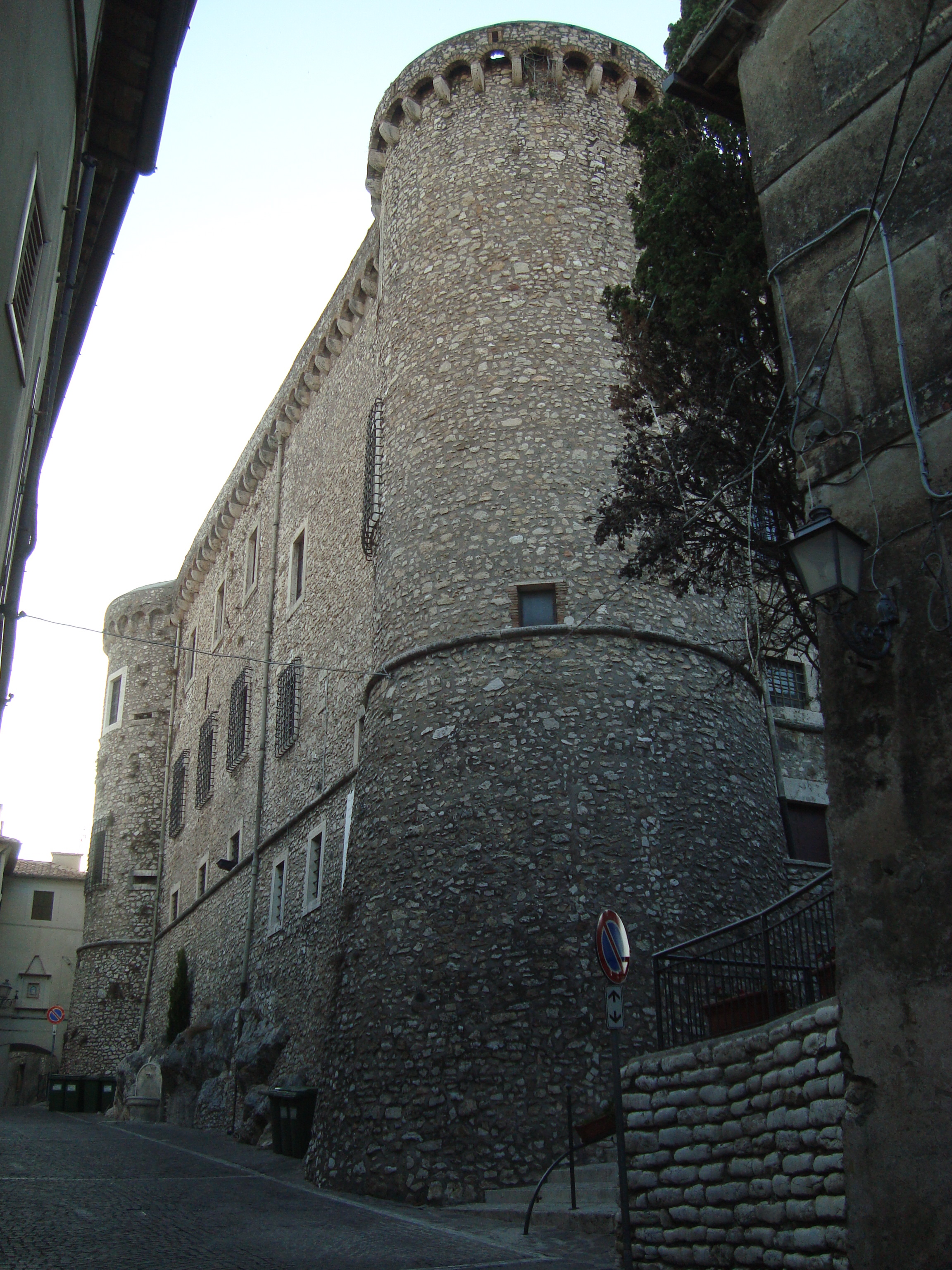
Il Castello Orsini-Cesi-Borghese

## Geografia fisica

### Territorio
San Polo dei Cavalieri sorge a 651 metri di altezza sul livello del mare, sulle propaggini meridionali dei monti Lucretili. Nel territorio comunale si trova la vetta del monte Guardia, 1.185 metri.

### Clima
- Classificazione climatica: zona E, 2484 GR/G

## Storia
In epoca medievale è menzionato con il nome Castrum Santi Pauli fondato nell'XI secolo dai "Monaci di San Polo", e loro feudo fino al XIV secolo, quando, per volontà di papa Bonifacio IX, passò agli Orsini. I nuovi proprietari fecero miglioramenti alle mura. La prima citazione storica, tuttavia, risale al 1081 quando papa Gregorio VII confermò l'appartenenza del feudo all'Abbazia di San Paolo fuori le mura. Nel 1429 venne regolarizzata la vendita dai monaci agli Orsini e, nel 1479, Napoleone Orsini concesse lo statuto. Nel 1558 il feudo passò ai Cesi; Federico Cesi, fondatore dell'Accademia Nazionale dei Lincei, elesse il paese a sede della stessa Accademia. Nel secolo successivo la cittadina fu colpita dalla peste del 1656.
In seguito a tale epidemia, restarono solo 377 abitanti. I Trusiani, pare, giacché le notizie non sono chiare, siano stati incaricati di ripopolare il centro, dato che i nuovi proprietari, i Borghese, non si curavano affatto degli aspetti demografici del paese. Alcuni anni più tardi il nome fu cambiato da San Polo in quello odierno, a seguito del passaggio di un ordine cavalleresco (forse i Cavalieri di San Giovanni).
Nel 1849 vi passò Giuseppe Garibaldi con Anita e molti volontari in fuga da Roma dopo la caduta della Repubblica romana. Garibaldi per sviare l'attenzione degli eserciti che lo inseguivano fece finta di proseguire da Tivoli verso Arsoli. ma prese la strada di San Polo passando poi da Palombara Sabina, Mentana e Monterotondo, dirigendosi, tramite il territorio reatino, verso la Romagna.
Nel 1867, nel corso della campagna per la liberazione di Roma, fu teatro di movimenti garibaldini di cui esistono testimonianze nel "Museo Nazionale della Campagna garibaldina dell'Agro Romano per la liberazione di Roma", in Mentana. Il 22 novembre 1863 fu fondata la banda musicale di San Polo dei Cavalieri, di cui il primo direttore fu Giuseppe Fantoni di Cento.
Nel 1871 si insediò il primo sindaco, Valeriano Paoloni. Mentre la popolazione cresceva la quantità di acqua disponibile era insufficiente, così si pensò di soddisfare il fabbisogno idrico dei sampolesi costruendo un nuovo acquedotto ("Riu vecchio in Piazza della Vittoria").
Nel 1900 la carenza d'acqua interessò la frazione di Marcellina; si costruì pertanto un ulteriore acquedotto, comprando 2 sorgenti di Roccagiovine per il prezzo di 5000 £ dal marchese Gallo. I dissidi sorti tra Marcellina e San Polo divennero progressivamente più aspri finché, il 5 luglio 1909 si decise di rendere Marcellina comune autonomo, evento che non valse tuttavia a risolvere definitivamente la conflittualità. Nel 1910 venne fondata la "Gazzetta di San Polo".
Nel 1920 si inaugurò la carrozzabile Roma-San Polo dei Cavalieri. Nel 1922 la "Società Fiamma" (nel giorno del venerdì santo) portò l'illuminazione stradale nelle viuzze del paese.
Nel 1939 si restaurò il Castello Orsini-Cesi-Borghese, che nel 1946, dopo essere stato acquistato dal dottor Chiappini, fu venduto all'architetto Luca Brasini e successivamente acquisito dal giurista Andrea Berardi, ricordato in una lapide posta dall'Accademia Nazionale dei Lincei. Rimasto di proprietà della famiglia Berardi fino al 1986, alla quale appartiene tuttora un'ala, fu poi rilevato da privati che restaurarono la rocca riportandone l'originale bellezza artistica e storica dal mastio centrale (datato 960 d.C.) agli affreschi delle sale patronali del XIV secolo. In parte utilizzato come residenza privata, più della metà fu resa accessibile per eventi pubblici e conferenze.
Il 2 aprile 2000 nella chiesa di San Nicola vennero rubate opere di arte sacra anche di pregio, alcune delle quali recuperate dai carabinieri del nucleo Tutela Patrimonio Culturale di Roma nel 2005. L'11 agosto 2001 venne fondato il museo civico, purtroppo chiuso dal 2003. Il 23 settembre 2001 un incendio mise in serio pericolo il paese.

## Monumenti e luoghi d'interesse

### Architetture religiose
- la chiesa di Santa Lucia[5]
- la chiesa di San Nicola[6]
- la chiesa di Santa Liberata[7]
- la chiesa di San Rocco[8]

### Architetture militari
- Il castello Orsini-Cesi-Borghese[9]

### Aree naturali
- Parco dei Monti Lucretili

## Cultura

### Istruzione
Un Istituto policomprensivo, raggruppa la Scuola per l'infanzia (ex scuola Materna), la Scuola Primaria (ex Scuola Elementare) e la Scuola secondaria di I Grado (ex Scuola Media).
Per tutte le altre offerte scolastiche, lo studente dovrà necessariamente rivolgersi ai Comuni limitrofi.

## Società

### Evoluzione demografica
Abitanti censiti

## Economia

### Agricoltura
È uno dei comuni della città metropolitana di Roma Capitale il cui territorio è compreso nell'area di produzione dell'Olio di Oliva Sabina (DOP).

### Turismo
Il paese di San Polo dei Cavalieri, è inserito nell'itinerario enogastronomico Strada dell'olio e dei prodotti tipici della Sabina.

## Infrastrutture e trasporti

### Strade
- SP32/a di Marcellina

## Amministrazione

### Amministrazioni precedenti[11]
| Periodo | Periodo   | Primo cittadino       | Partito                       | Carica  | Note |
| ------- | --------- | --------------------- | ----------------------------- | ------- | ---- |
| 1987    | 1992      | Antonio Giubilei      | Partito Socialista Italiano   | Sindaco |      |
| 1992    | 1993      | Giuseppe Alessandrini | Partito Socialista Italiano   | Sindaco |      |
| 1993    | 2006      | Antonio Giubilei      | centro-destra                 | Sindaco |      |
| 2006    | 2011      | Mario Salvatori       | centro-sinistra               | Sindaco |      |
| 2011    | 2021      | Paolo Salvatori       | lista civica di centro-destra | Sindaco |      |
| 2021    | in carica | Simone Mozzetta       | lista civica di centrodestra  | Sindaco |      |

### Altre informazioni amministrative
- Fa parte della Comunità montana dei Monti Sabini, Tiburtini, Cornicolani e Prenestini.
- Possiede tre frazioni: Santa Balbina, Colonnella Petrascia e Cianfonesca.

## Sport

### Calcio
- A.S.D. Sanpolese 1961 che milita nella stagione 2023-2024 il campionato di Promozione.